# Henwall
Henrik Berntsson, född 29 augusti 1989, känd under artistnamnet Henwall, är en svensk musikproducent och låtskrivare från Mörrum, Blekinge. Han har gjort sig ett namn inom pop, dans och elektronisk musik. Henrik bildade Henwall 2015 och året där på vann han Svensktoppen Nästa Blekinge. Han har även varit med i P3 Osignat top 10 och slagit rekord i Topplistan i radio med flest veckor någonsin. Han har blivit uppmärksammad i musiktidningen GAFFA. 
Henwall har gett ut en EP 2015 och en EP 2024 samt flertalet singlar. Han har även skrivit musik med andra artister. Ihop med Sofie från Sofie Svensson & Dom Där har han två guldskivor för deras singel, samt släppt musik med Cindy Gröndahl och Martin Carlén från TV4:s Idol.  